# Polyblastus dentigena
Polyblastus dentigena är en stekelart som beskrevs av Dmitriy R. Kasparyan 1970. Polyblastus dentigena ingår i släktet Polyblastus och familjen brokparasitsteklar. Inga underarter finns listade i Catalogue of Life.